# VK Play
VK Play是VK公司旗下的電子遊戲數位分發平台，是俄羅斯自2022年烏克蘭戰爭被制裁後，建立的Steam代替品。目前為俄羅斯最大的遊戲數位分發平台。

## 歷史
2019年Mail.ru（VK公司前身）曾推出遊戲數位分發平台My.Games，作為Steam和Epic遊戲商城的競品。2022年2月俄羅斯入侵烏克蘭後，俄羅斯各行業受到西方國家的制裁，VK公司出售了My.Games，僅保留俄羅斯國內業務，以「VK Play」名義繼續發行遊戲。同年4月25日，VK Play正式公測，平台有一萬三千多款遊戲，其中500多款為雲端遊戲，九成為免費遊戲，僅150款為買斷遊戲。
2023年VK Play成為《原子之心》在獨聯體地區的獨家發行商。同年2月，VK Play增設投資部門，投資俄羅斯本地的遊戲開發者。7月，俄羅斯遊戲協會APRIORI推出《2024到2030年俄羅斯遊戲行業發展規劃》，建議2024年俄羅斯所有設備都強制預裝VK Play和RuStore等俄國遊戲平台。